# Thrincohalictus prognathus
Thrincohalictus prognathus là một loài Hymenoptera trong họ Halictidae. Loài này được Pérez mô tả khoa học năm 1912.

## Hình ảnh

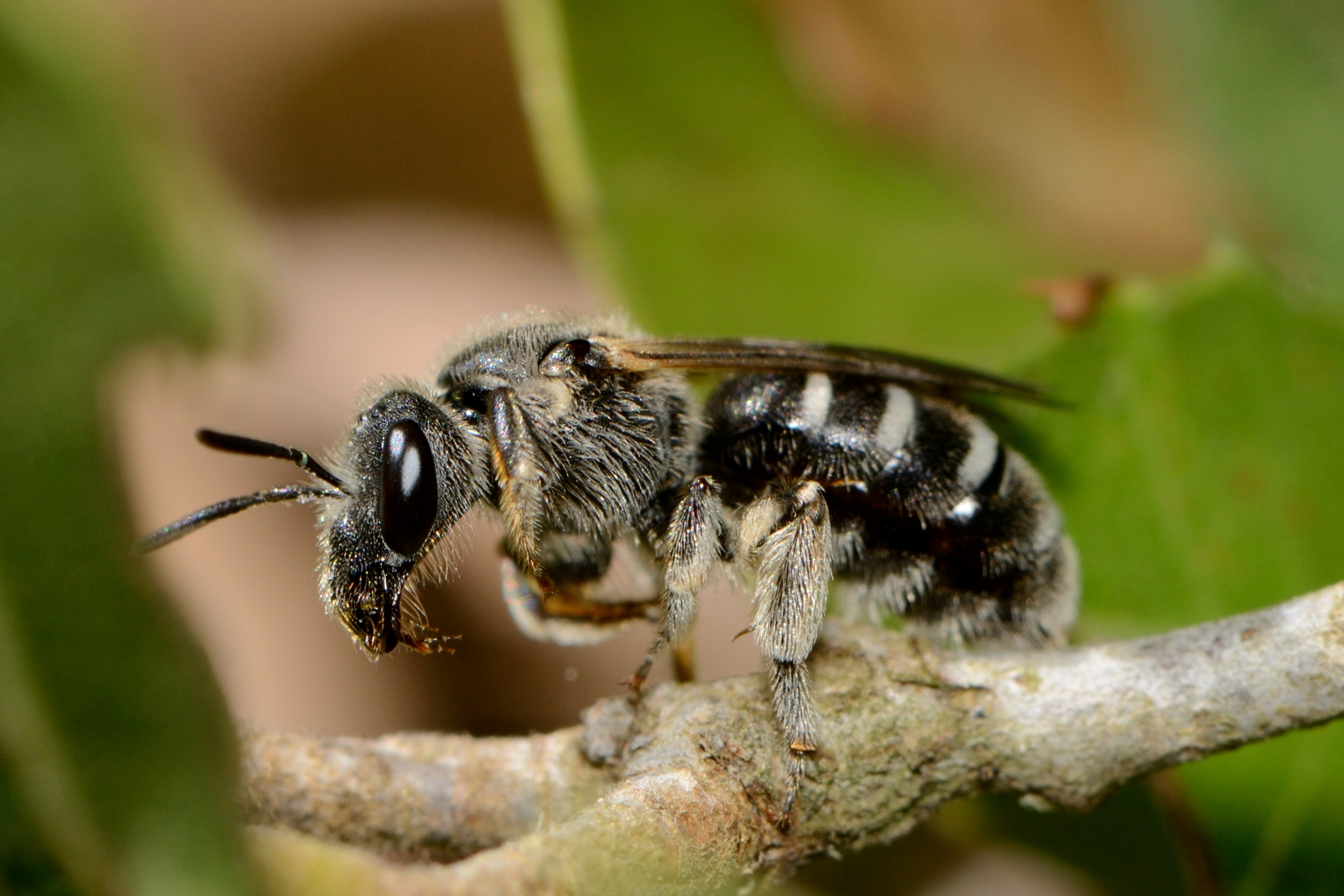
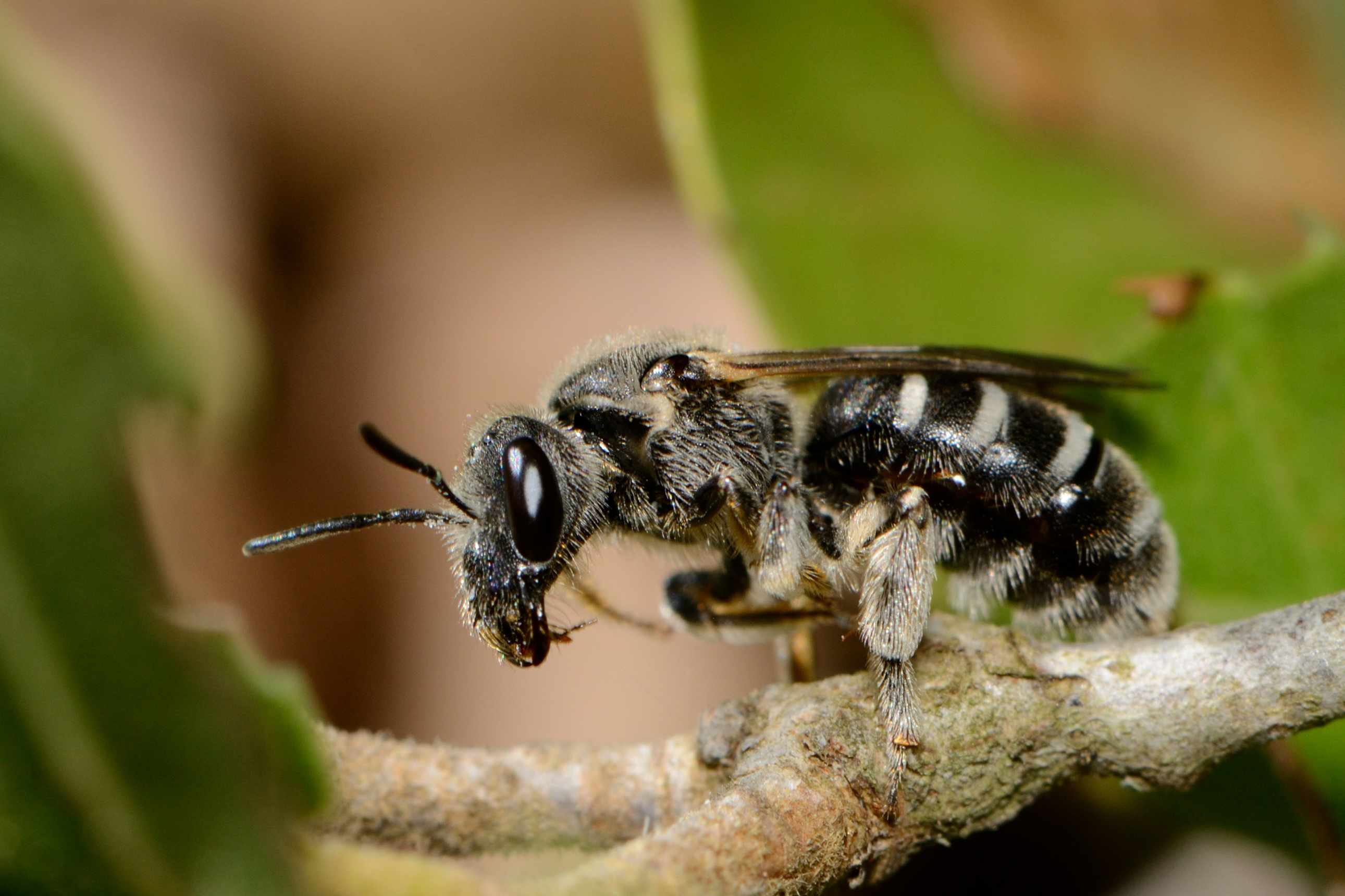
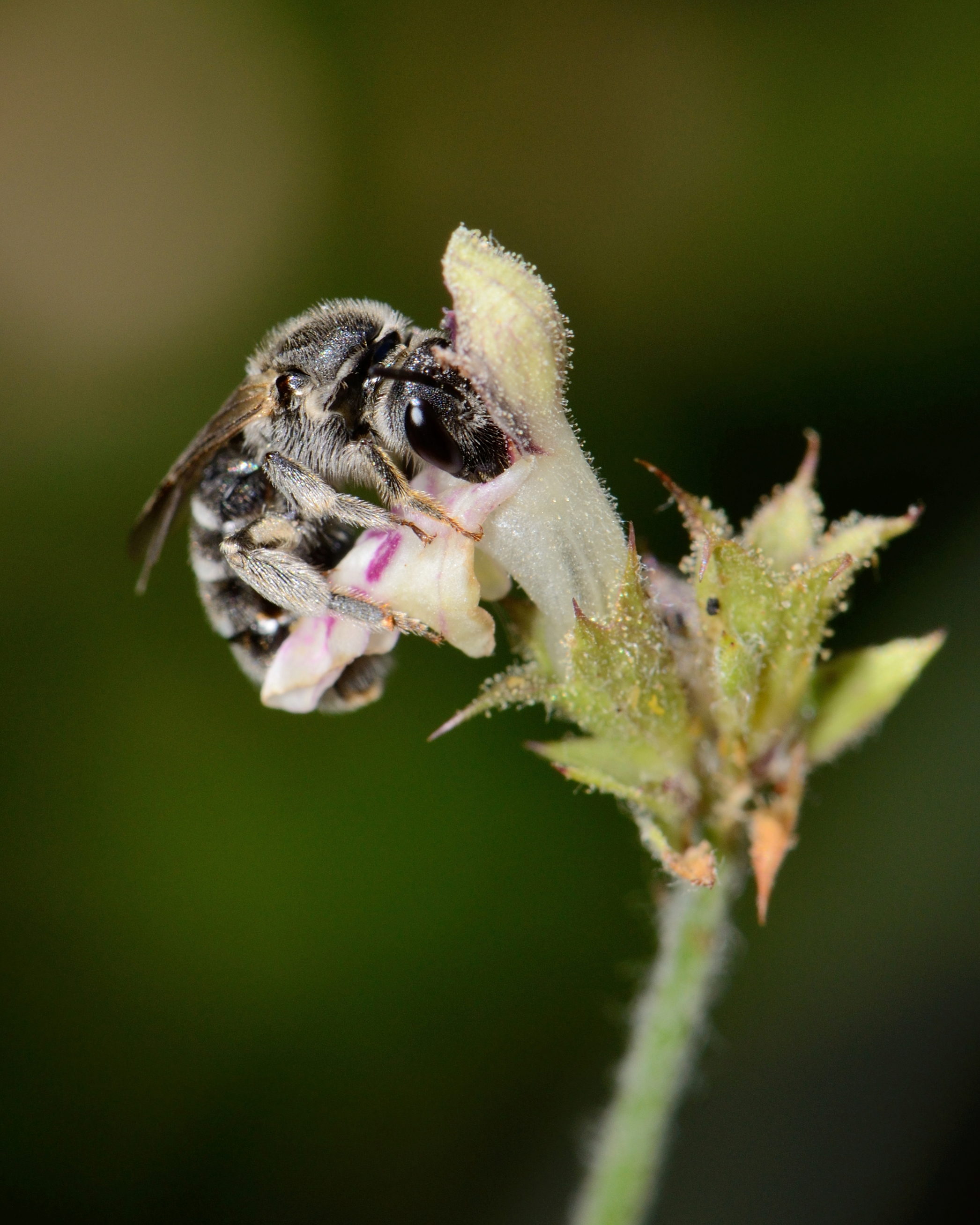
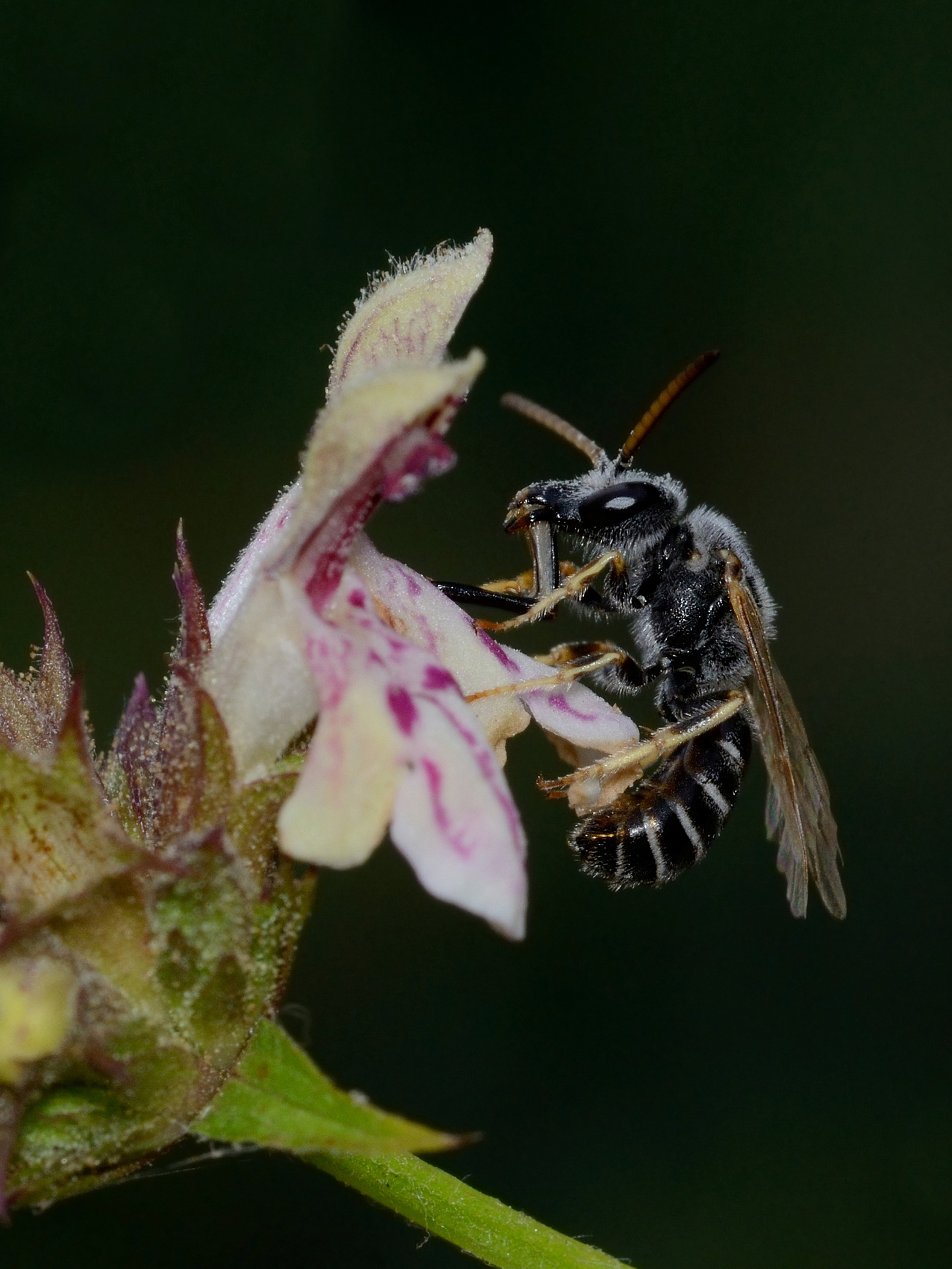